# کنگره جمهوری کلمبیا

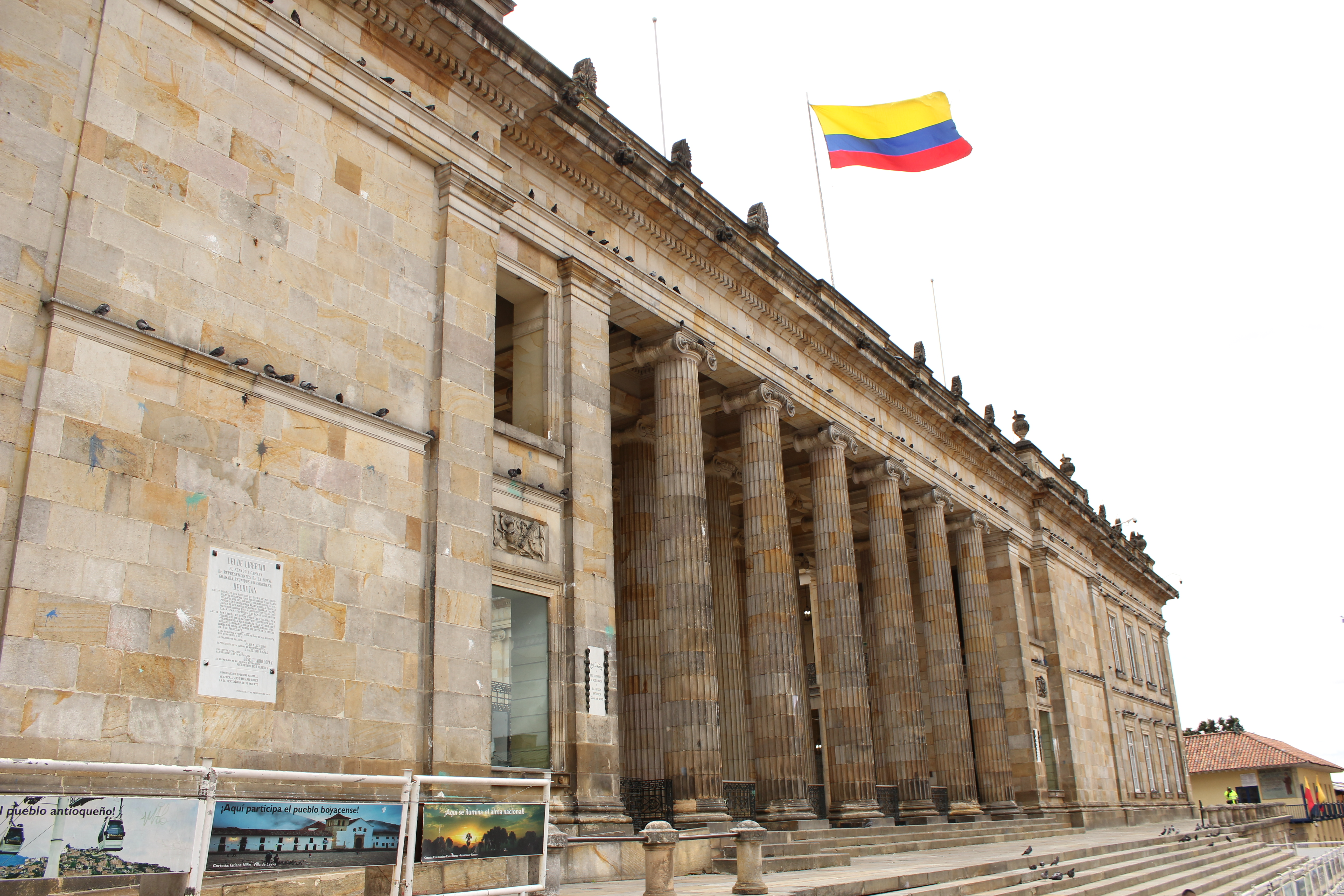

کنگره جمهوری کلمبیا مجلس دو مجلسی جمهوری کلمبیا است که از سنا و مجلس نمایندگان تشکیل شده است. دفتر مرکزی آن در ساختمان کنگره ملی واقع در میدان بولیوار در بوگوتا است. کنگره از 108 سناتور و 172 نماینده مجلس نمایندگان تشکیل شده است. سناتورها و نمایندگان هر دو از طریق یک انتخابات مستقیم که هر 4 سال یک بار برگزار می شود انتخاب می شوند. 